# Waneci jezik
Waneci jezik (ISO 639-3: wne; isto i chalgari, tarino, vanechi, wanechi, wanetsi), jedan od četiri paštunska jezika, i jedini koji ne pripada paštunskom makrojeziku [psu]. Njime govori svega 95 000 ljudi (1998) u sjeveroistočnom Baludžistanu, Pakistan, kod Harnaia.
Pleme koje govori ovim jezikom zove se Tarin ili Tareen.

## Vanjske poveznice
- Ethnologue (14th)
- Ethnologue (15th)